# Islandpullover

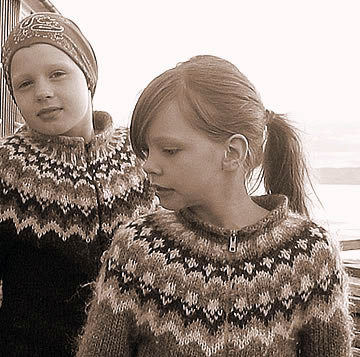
Isländische Kinder in traditionellen Islandpullovern

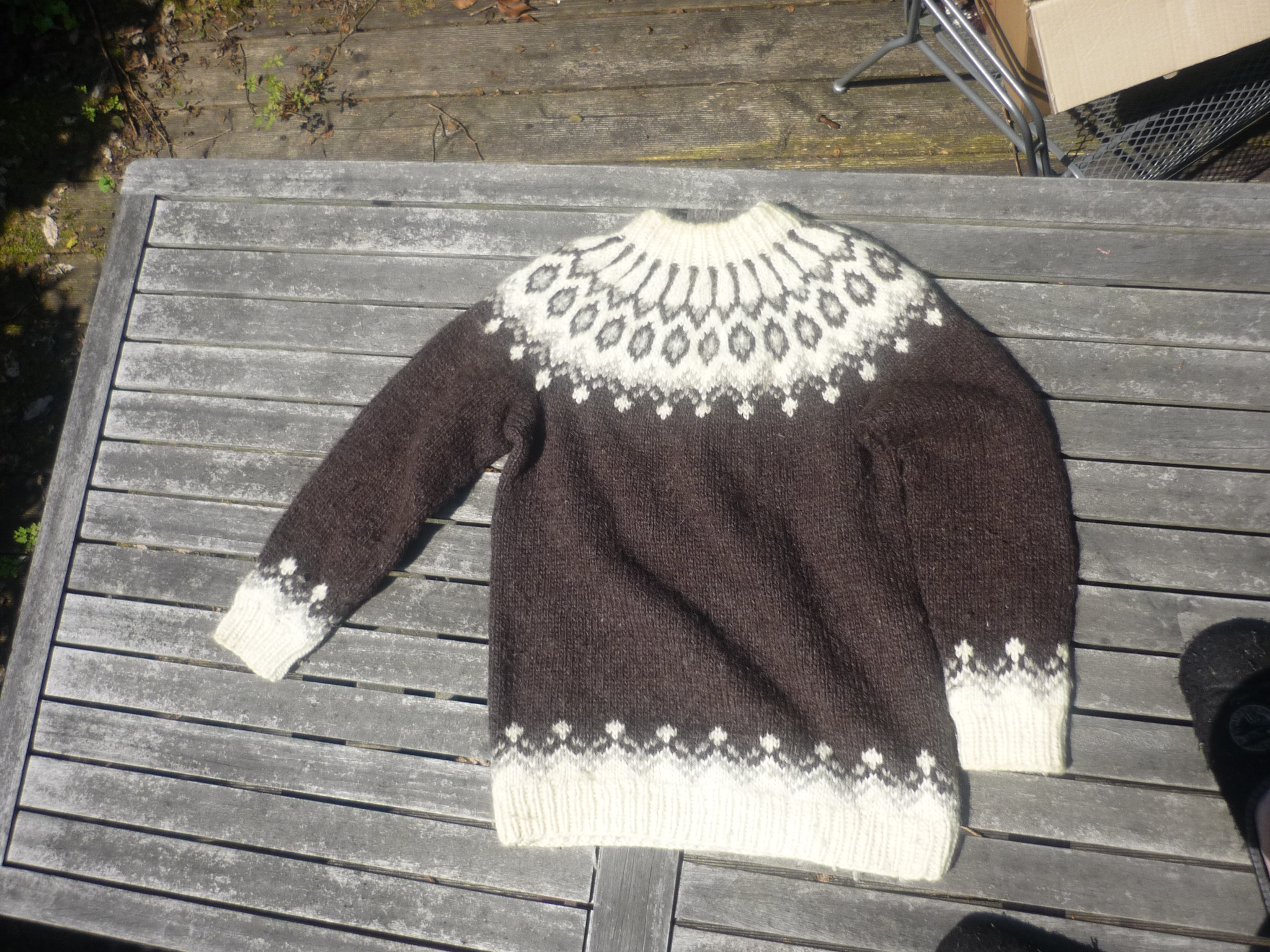
Klassischer Islandpullover

Der Islandpullover, isländisch Lopapeysa, ist ein gestrickter Pullover mit Raglanärmeln aus der Wolle des Islandschafs. Die Verzierung verläuft typischerweise als mehrfarbige Rundpasse um Hals und Schultern.

## Beschreibung
Islandpullover und stilistisch verwandte Pullover haben eine Tradition in Island, auf den Färöern und den Shetlandinseln.
Die Muster sind abstrakt und ihre Herkunft ungeklärt. Unter anderem wird auf Ähnlichkeiten zu Pullovern aus Südschweden und zu den Perlenkragen der Grönländischen Tracht verwiesen.
Der Islandpullover wird heute häufig auch in der Art einer Strickjacke mit einem durchgehenden Reißverschluss vorne gefertigt, seltener auch der Art eines Troyers mit Zipkragen.

## Geschichte
Gestrickte Kleidung ist in Island seit dem 16. Jahrhundert nachgewiesen, sie bestand aus fest gesponnenem Wollgarn und war dadurch derb und schwer. Im frühen 20. Jahrhundert experimentierten Isländerinnen damit, das Deckhaar und die Unterwolle des Islandschafs fast unversponnen zu verstricken. Dieses Vorgarn (isländisch lopi) ist besonders isolierfähig und hat einen mohairartigen Charakter. Später wurde Lopi zum allgemeinen Begriff für Islandwolle. 1923 schrieb eine Strickerin namens Elín Guðmundsdóttir Snæhólm im Handarbeitsmagazin Hlín, dass sie erfolgreich mit lopi auf einer Sockenstrickmaschine einen Schal gestrickt habe. Weil das Spinnen des Garns dadurch wegfiel, beschleunigte sie den Strickprozess so erheblich. Diese experimentellen Kleidungsstücke wurden erstmals 1923 in einem bekannten Handarbeitsheft in Island publiziert und wurden danach immer populärer.
Weite Verbreitung in Deutschland fanden die Norweger- und Islandpullover in der Folge der Ökologie- und Alternativbewegung in den 1970er-Jahren. Grobe selbst gestrickte Pullover aus Naturmaterialien wurden besonders hoch geschätzt und waren Bestandteil des Dress-Codes.
Manchmal wird der Islandpullover fälschlich als Norwegerpullover bezeichnet, diese sind jedoch in Machart und Muster verschieden.